# 鱗舌形貝屬
鱗舌形貝屬（學名：Lingulepis）是圓貨貝科圓貨貝亞科下已滅絕的一個屬，生存在寒武紀至奧陶紀的海洋中，屬於較早期的腕足動物。

## 物種[1]
- Lingulepis acutangulus Roemer, 1849
- Lingulepis tenuilineata Poulsen, 1937